# ボーイング737 ネクストジェネレーション
ボーイング737 ネクストジェネレーション
737-600/-700/-800/-900
スカイマークの737-800
- 用途：旅客機 、ビジネスジェット
- 分類：ナローボディ民間旅客機
- 設計者：ボーイング
- 製造者：
- 運用者:

スカイマーク
日本航空グループなど
- 初飛行：1997年
- 運用状況：運用中
- ユニットコスト：737-600: USD47-55M
 737-700: USD54-64M
 737-800: USD66-75M
 737-900ER: USD70-80.5M

ボーイング737 ネクストジェネレーションは、アメリカ合衆国の航空機メーカー、ボーイング社が製造するボーイング737の第3世代型となる小型ジェット旅客機である。

## 概要
1990年代に入り、小型機市場において勢力を急速に伸ばしたエアバスA320シリーズに対抗するために、ベストセラーシリーズであるボーイング737シリーズを近代化して開発した機体。1997年から生産が開始された。日本でも日本航空（JAL）、全日本空輸（ANA）やスカイマークの主力小型機材として導入され、国内地方都市間を結ぶ路線の主役として活躍している現行機モデルである。
民間機としては737MAXの登場により2019年に生産を終了しており、現在はP-8などの軍用型のみ生産されている。

## 特徴
| 737従来型コックピット |  | 737-800コックピット |
| 737従来型コックピット |  | 737-800コックピット |

1990年代にボーイング777で開発された技術を導入したシリーズで、主翼が翼幅、翼面積ともに拡大された新設計のものに変えられ、これに応じて尾翼も大型化されている。コックピットも最新の大型の液晶画面を装備したグラスコックピットになり、後に機長席（左側の席）のみオプションでヘッドアップディスプレイ（HUD）も装備できるようになった。ディスプレイには従来型と同じ計器を表示可能とすることで、従来型と操縦規格の共通性を持たせた点も重要な特徴である。航空機の操縦資格は一般に、同一機種ごと（日本の場合は「ボーイング737型」）であるため、ベストセラー機である737シリーズの資格を持つ多くのパイロットが、新規の資格取得不要で最新鋭機を操縦できることとなり、運航会社はパイロット育成のコストを抑えることができる。この点をセールスポイントとしたボーイングの販売戦略が、737の販路を更に広げることになった。
エンジンは、CFMインターナショナルのCFM56-7B型に統一されている。主翼端にはオプションでウィングレットを装備でき、離陸性能や燃費の向上が図れる。このウイングレットは翼端をそのまま上に持ち上げたような形状のため「ブレンデット・ウイングレット」と呼ばれている。このほか、燃料容量の増加もあって長距離飛行が可能になったものもある。さらに、2014年以降は後付したものおよび新造機において、「スプリット・シミタール・ウィングレット(Split Scimitar Winglet)」と呼ばれる新型ウィングレットを装着したものも現れ、ブレンディッド・ウイングレットより2％燃費が改善される。内装を変えてビジネスジェットに用いられるなど、737=短距離用・ローカル線用機材の概念も崩れつつある。ただ、胴体断面はボーイング707以来ほとんど変わっておらず、そのため貨物室がユニット・ロード・デバイスに対応できないという問題点はそのままである。
| 3+3配列の客室 |  | BSI仕様の2+2配列（ファーストクラス）  |
| 3+3配列の客室 |  | BSI仕様の2+2配列 （ファーストクラス） |

2010年からは、ボーイング787の客室インテリアをもとに開発された、LED照明の採用や客室内騒音の低下などを図ったBSI（Boeing Sky Interior）仕様がリリースされており、2010年10月27日にアラブ首長国連邦のフライドバイが世界で初めて導入した。
2014年7月16日に、737NGシリーズの通算5,000機目がロールアウトされた。この記念すべき5,000機目は、C-40Aクリッパーとしてアメリカ海軍へ引き渡される。
2014年10月6日には、エアロノーティカル・エンジニアリング(AEI)がボーイング・エンジニアリング・データとB737-800もしくはB737-900を貨物機or貨客混載（コンビ型）に改修するプログラムが締結され、ライセンス契約が結ばれた。
2019年6月27日にスカイマークがB737-800(JA 73AC)を受領。この機体をもって737NGシリーズ旅客型の生産が終了。今後は737MAXのみが生産される。なお、P-8などの軍用型は生産が継続される。

## 派生型
737クラシックとは異なり、ダッシュのあとの数字が大きくなる順に胴体長が長くなっている。したがってNGシリーズでもっとも小さいのが-600型、もっとも大きいのが-900型で、-900型は757-200にせまる収容力を持っている（787の開発もあり、757の生産は2005年に終了した）。ただし-900型は-800型より胴体が延長されているものの、非常口数が変わらないため最大客席数は-800型と同じ189席となっている。航続距離を延長したERタイプもある。
売れ筋は-800型で、インドネシアの政府専用機として採用された特別仕様機もある。

### 旅客型

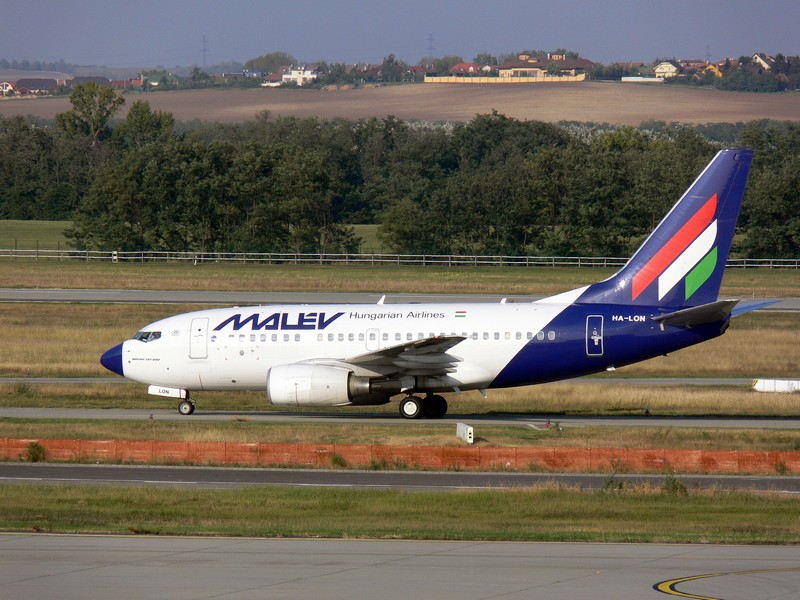
マレーヴ・ハンガリー航空
737-600

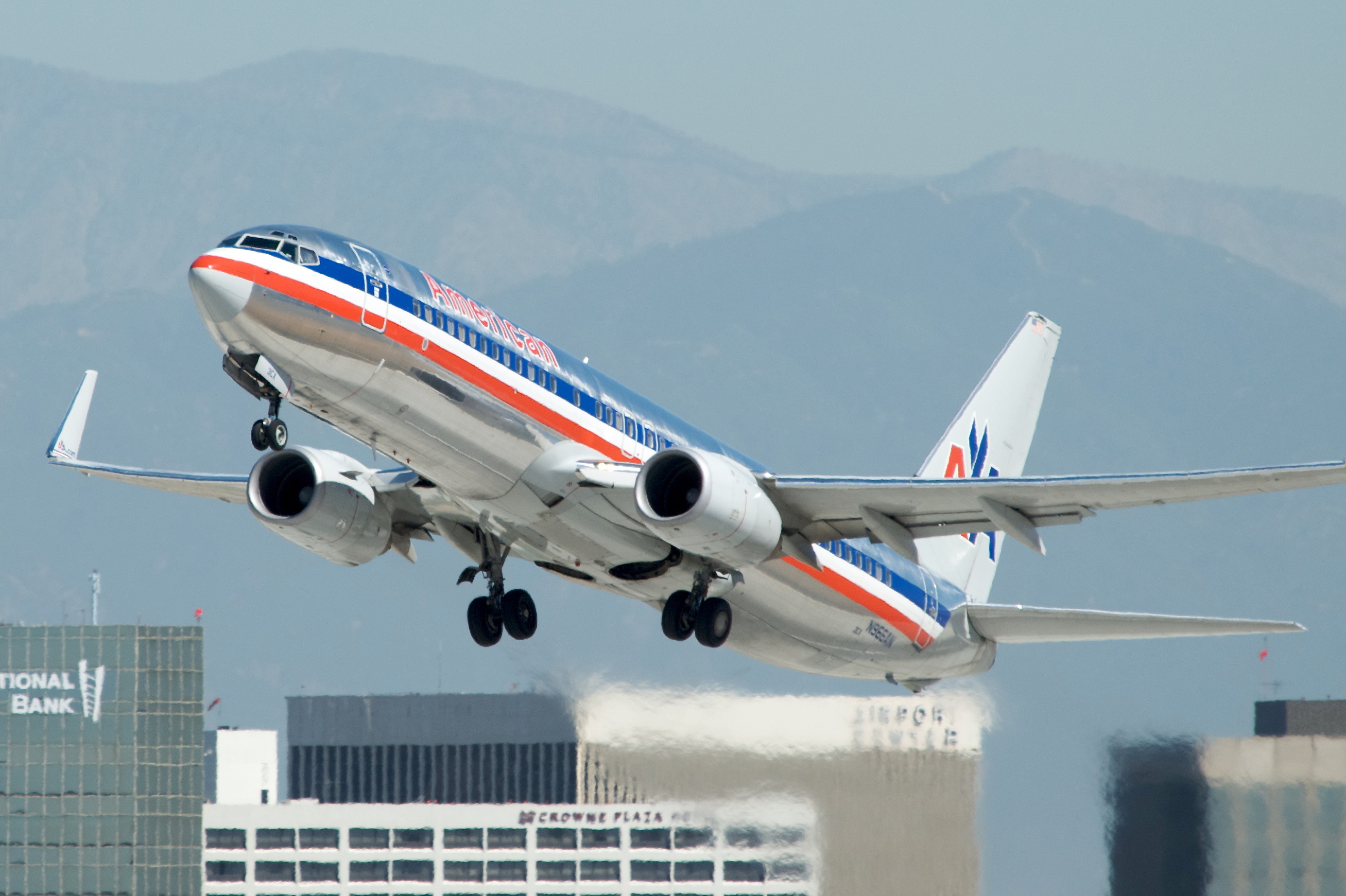
アメリカン航空
737-800

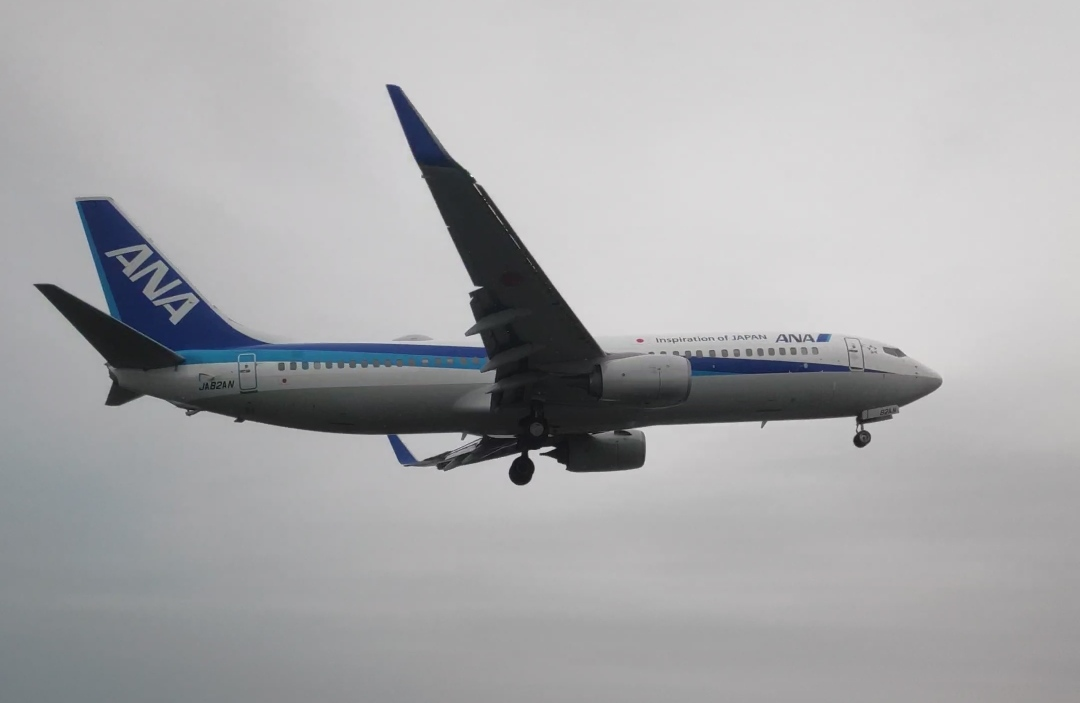
全日本空輸
ボーイング737-800

737-600
737-500の後継でエアバスA318と競合する。オプションとしてウィングレットは含まれていない。ローンチカスタマーはスカンジナビア航空。
ボンバルディアやエンブラエルなどのリージョナルジェットと競合する-600型は、エアバスA318共々苦戦し、2012年に生産を終了。価格表からも削除された。結果的にわずか69機しか売れず、失敗作となった。
| サウスウェスト航空737-700N560WN   |  | 全日本空輸737-700ERJA13AN   |
| サウスウェスト航空 737-700 N560WN |  | 全日本空輸 737-700ER JA13AN |

737-700
737-300の後継となる基本型でエアバスA319と競合する。空力改善のため737-300より胴体が若干延長されているが、客室の長さは変わっていない。
NGシリーズのローンチカスタマーとなったサウスウエスト航空が1993年11月に採用を決めた際に開発が始まった。2015年からアジア・欧州等から手放した同シリーズを大量購入したのもサウスウエスト航空であり、主にウエストジェット・ターキッシュ・エアラインズ・ジンエアー・ティーウェイ航空・ライアンエアー・中国東方航空・トランスアエロ航空から購入してアメリカ国内線の輸送力増強に充当される。
737-700C
737-700の貨客両用型。
737-700ER
2006年1月31日に発表された737-700の航続距離延長型。燃料タンク増設などにより最大で10,000kmを越える航続距離を持つ。しかし、貨物室を犠牲にして燃料タンクを増設したため積み込める貨物は737-700の1/5となっている。
導入したのは日本の全日本空輸のみで、成田国際空港とムンバイ（チャトラパティ・シヴァージー国際空港）を結ぶフライトを中心に運航されていた。この機種は2016年に退役した。
737-800
737-400の後継でエアバスA320と競合する。NGシリーズ中最も多く生産されているモデルである。737-400よりも胴体が長く、最大座席数はボーイング727-200と同じ189席となった。
ローンチカスタマーはハパックロイド・フルーク（現・TUIフライ・ドイッチュラント）。
737-800ERX
737-900ERの主翼と降着装置を使用した、航続距離延長型。実現はしなかったがこれをベースにP-8が開発された。
| アラスカ航空737-900  |  | ライオン・エア737-900ER  |
| アラスカ航空 737-900 |  | ライオン・エア 737-900ER |

737-900
導入時点で最長の派生型。-800と同じ非常口設定が保持されるため2クラス時座席数は約177席と高いが、高密度の1クラスレイアウトは189席に制限される。アラスカ航空がローンチカスタマーとなった。-900ERと入れ替わる形で生産を終了。
737-900ER
ボーイング737シリーズ最大の派生型である。廃止されたボーイング757-200の航続距離と座席数を満たすために導入した。エアバスA321と競合する。
最大航続距離が5,900kmで非常口を増設することで最大座席数は201席となった。ローンチカスタマーはライオン・エア。

### ボーイング・ビジネス・ジェット（BBJ）

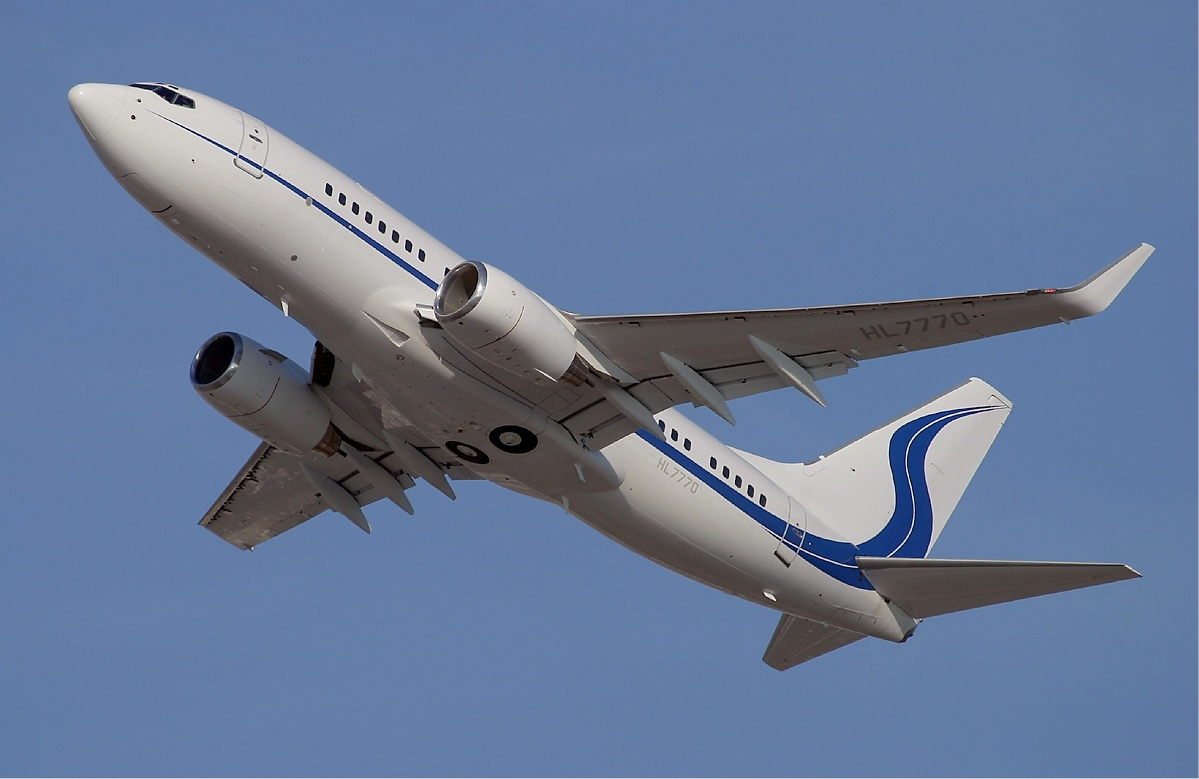
サムスングループ
737-700BBJ

-700型をベースに-800型の主翼と降着装置を使用して離陸重量を増加し、内装をビジネス機仕様に改修した機体。のちに-800型ベース（BBJ2）や-900型ベース（BBJ3）の機体も製造された。10,000km以上の航続距離を持ち、近年では小型化が進んでいる政府専用機としても多数採用された。
なおBBJは777・787・747-8ベースでも製造される。

### 軍用型
C-40
C-40AはC-9Bの後継として1999年に初飛行、2001年4月21日にアメリカ海軍に導入された輸送機。C-40BおよびC-40Cはアメリカ空軍の高官輸送機。C-40Aは主に海軍機として運用されており、陸軍高官輸送機としてはC-12（キング・エア200型改修機）が用いられている。
E-7
1990年代の豪空軍提案を基に-700型を改修した早期警戒管制機。2004年5月20日に初飛行、2009年11月26日から引渡。オーストラリア空軍・トルコ空軍・大韓民国空軍・イギリス空軍・アメリカ空軍が採用した。
P-8
-800ERX型を基に、アメリカ海軍がロッキードP-3の後継として導入した哨戒機。インド海軍やオーストラリア空軍でも採用されている。ボーイング社では737-800Aという名称も使用している。

## オペレーター
2015年7月の時点で、5,102機のボーイング737ネクストジェネレーションが商用サービスにあった。内訳は57機の-600、1,036機の-700、3,629機の-800、380機の-900である。

### 日本での導入

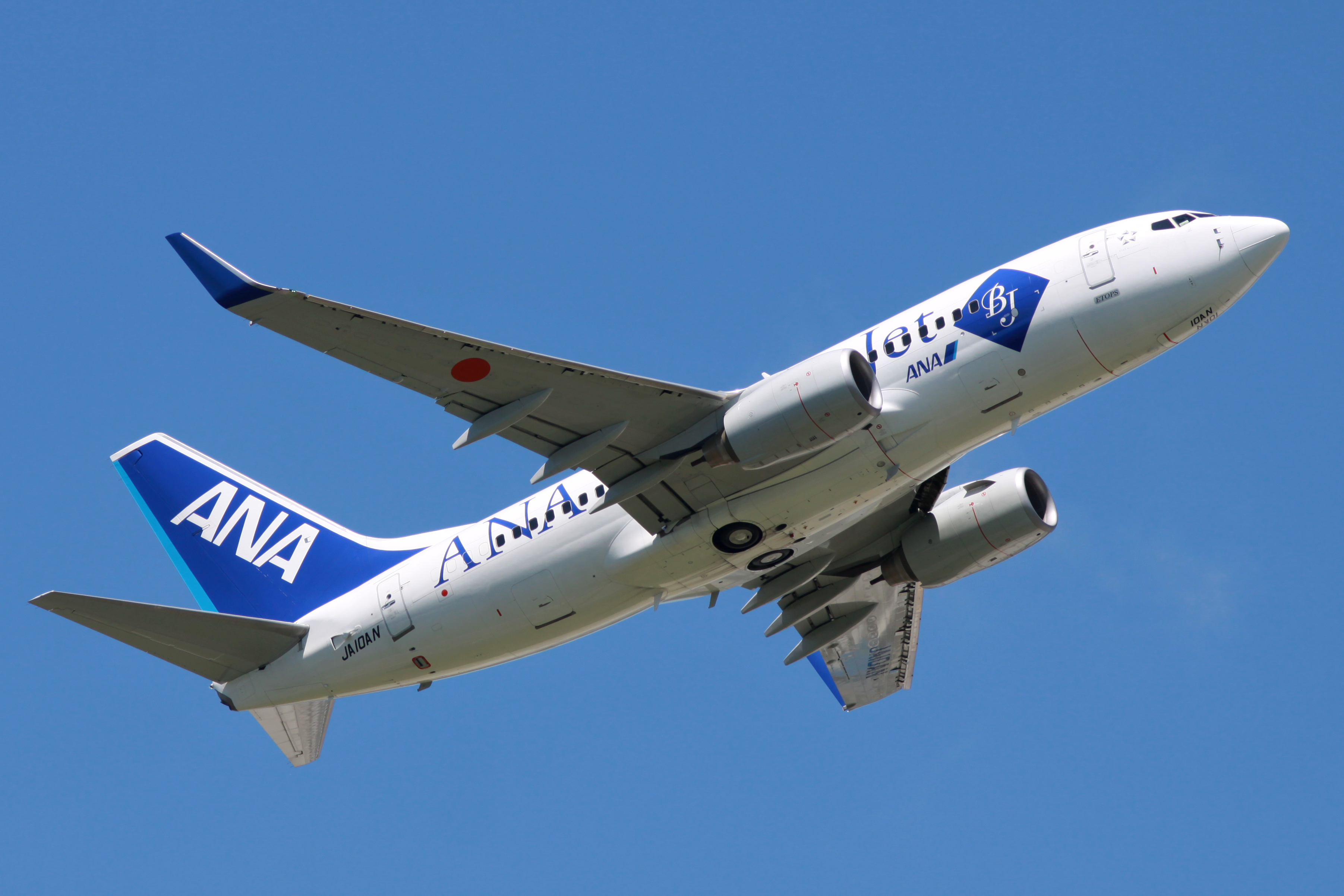
全日本空輸
737-700ER
JA10AN

全日空グループが-700・-700ER・-800を導入しており、ローンチカスタマーとして導入した-700ERは「ANAビジネスジェット」と銘打ち国際線用機材として2016年3月まで就航した。-700は系列のエアーニッポン・エアドゥへ移籍しても同じ機材が登録変更しただけのため型式に含まれるボーイングカスタマーコードは全日空の「81」のままである。また全日空では2015年に-800を5機追加発注受領運用、さらにMitsubishi SpaceJetの遅延補償として2017年4機を追加発注し、2018年に受領したとして同社保有の-800は40機になる。
日本航空グループでは、日本航空が-800を2007年3月から主に羽田発着の地方路線をはじめとした国内線に、同年5月から国際線に就航させた。日本航空では2013年に全機完納された。同社グループの日本トランスオーシャン航空（JTA）は2014年3月、機材刷新計画で-400から-800に移行すると発表。2016年1月に初号機を受け取り、2019年に全機完納された。2019年5月には-400が全て退役し、-800に統一された。CFMインターナショナル製のCFM56-7エンジンを搭載し、最新の効率性向上パッケージ（PIP）も装備する。JTAとボーイング社との合意内容には、調達機材を737MAXに変更することを可能とするオプションも含んでいたが、調達機材の変更を行わず、全て-800で引き渡された。JALでは50機、JTAでは12機運用している。2020年からJAL本体導入経年機を中心に順次リース返却、及びPIP仕様対応していたJA350Jがグループ内リース転籍し、棲み分けられた。2022年からはJAL本体の一部国際線仕様機でWi-Fi対応、機内照明LED化など内装更新が進められている。
スカイマークでは2006年から-800のリース導入を開始し、2009年には保有機を-800に統一した。2017年には-800を3機追加発注。2018年に1機、2019年に2機が納入された。また、2019年に納入されたうちの1機（JA73AC）は737NGシリーズ旅客型の最終生産機である。
スカイネットアジア航空もソラシドエアにブランドを変更した2011年から新造機導入を開始し、現在は全て-800に統一した。
2014年夏に運航を開始したスプリング・ジャパンも、日本の格安航空会社として初めて-800を導入し、運用している。
機内照明にLEDなどを採用した最新機内仕様『ボーイングスカイインテリア：BSI』については、導入決定は2010年2月9日のスカイネットが初となり、就航開始は2011年5月23日のスカイマーク、同仕様はJTAおよびANAにも波及していった。

## 販売実績
| モデルシリーズ   | 受注  | 受注   | デリバリー | デリバリー | デリバリー | デリバリー | デリバリー | デリバリー | デリバリー | デリバリー | デリバリー | デリバリー | デリバリー | デリバリー | デリバリー | デリバリー | デリバリー | デリバリー | デリバリー | デリバリー | デリバリー | デリバリー | デリバリー |
| 商用ジェット機   | 合計  | 未受領 | 合計       | 2016       | 2015       | 2014       | 2013       | 2012       | 2011       | 2010       | 2009       | 2008       | 2007       | 2006       | 2005       | 2004       | 2003       | 2002       | 2001       | 2000       | 1999       | 1998       | 1997       |
| ---------------- | ----- | ------ | ---------- | ---------- | ---------- | ---------- | ---------- | ---------- | ---------- | ---------- | ---------- | ---------- | ---------- | ---------- | ---------- | ---------- | ---------- | ---------- | ---------- | ---------- | ---------- | ---------- | ---------- |
| 737-600          | 69    |        | 69         |            |            |            |            |            |            |            |            |            |            | 10         | 3          | 3          | 6          | 5          | 4          | 6          | 24         | 8          |            |
| 737-700          | 1,128 |        | 1,128      |            | 7          | 11         | 12         | 7          | 43         | 23         | 51         | 61         | 101        | 103        | 93         | 109        | 80         | 71         | 85         | 75         | 96         | 85         | 3          |
| 737-700C         | 22    |        | 22         |            |            | 2          |            |            | 1          | 2          |            | 1          |            | 1          |            | 2          |            | 2          | 3          | 3          |            |            |            |
| 737-700W         | 17    | 3      | 14         |            |            |            |            |            |            | 2          | 2          |            |            | 5          | 2          | 1          | 1          | 1          |            |            |            |            |            |
| 737-800          | 4,991 | 2      | 4,989      | 129        | 396        | 386        | 347        | 351        | 292        | 323        | 283        | 190        | 214        | 172        | 104        | 78         | 69         | 126        | 168        | 185        | 133        | 65         |            |
| 737-800A         | 175   | 42     | 133        | 6          | 15         | 13         | 8          | 9          | 5          | 1          | 3          | 2          |            |            |            |            |            |            |            |            |            |            |            |
| 737-900          | 52    |        | 52         |            |            |            |            |            |            |            |            |            |            |            | 6          | 6          | 11         | 8          | 21         |            |            |            |            |
| 737-900ER        | 505   |        | 505        | 21         | 73         | 70         | 67         | 44         | 24         | 15         | 28         | 30         | 9          |            |            |            |            |            |            |            |            |            |            |
| 合計             | 6,959 | 47     | 6,912      | 156        | 491        | 482        | 434        | 411        | 365        | 366        | 367        | 284        | 324        | 291        | 208        | 199        | 167        | 213        | 281        | 269        | 253        | 158        | 3          |
| ビジネスジェット |       |        |            |            |            |            |            |            |            |            |            |            |            |            |            |            |            |            |            |            |            |            |            |
| BBJ 737-700      | 121   |        | 121        |            | 3          | 1          | 5          | 2          | 7          | 4          | 4          | 4          | 6          | 9          | 3          | 3          | 3          | 8          | 13         | 11         | 25         | 8          |            |
| BBJ 737-800      | 23    | 2      | 21         |            |            | 2          | 1          | 2          |            | 2          |            | 1          |            | 2          | 1          |            | 3          | 2          | 5          |            |            |            |            |
| BBJ 737-900      | 7     |        | 7          |            | 1          |            |            |            |            | 4          | 1          | 1          |            |            |            |            |            |            |            |            |            |            |            |
| BBJ 合計         | 151   | 2      | 149        |            | 4          | 3          | 6          | 4          | 7          | 10         | 5          | 6          | 6          | 11         | 4          | 3          | 6          | 10         | 18         | 11         | 25         | 8          |            |
| 総計             | 7,110 | 51     | 7,059      | 156        | 495        | 485        | 440        | 415        | 372        | 376        | 372        | 290        | 330        | 302        | 212        | 202        | 173        | 223        | 299        | 280        | 278        | 166        | 3          |

2020年6月現在。

## 仕様
|              | -600                                | -700                                | -700ER                              | -800                                | -900                                | -900ER                              |
| 座席数       | 2クラス110 1クラス132               | 2クラス126 1クラス149               | 2クラス126                          | 2クラス162 1クラス189               | 2クラス180 1クラス215               | 2クラス180 1クラス215               |
| 貨物室容積   | 20.4 m3                             | 27.3 m3                             | 27.3 m3                             | 44.0 m3                             | 51.7 m3                             | 51.7 m3                             |
| 全長         | 31.20m                              | 33.60m                              | 33.60m                              | 39.50m                              | 42.10m                              | 42.10m                              |
| 全高         | 12.60m                              | 12.50m                              | 12.50m                              | 12.50m                              | 12.50m                              | 12.50m                              |
| 全幅         | 34.30m（ウイングレット有：35.80 m） | 34.30m（ウイングレット有：35.80 m） | 34.30m（ウイングレット有：35.80 m） | 34.30m（ウイングレット有：35.80 m） | 34.30m（ウイングレット有：35.80 m） | 34.30m（ウイングレット有：35.80 m） |
| 胴体         | 胴体幅3.76 m（客室幅 3.54 m）       | 胴体幅3.76 m（客室幅 3.54 m）       | 胴体幅3.76 m（客室幅 3.54 m）       | 胴体幅3.76 m（客室幅 3.54 m）       | 胴体幅3.76 m（客室幅 3.54 m）       | 胴体幅3.76 m（客室幅 3.54 m）       |
| 最大離陸重量 | 66,000 kg                           | 70,080 kg                           | 77,565 kg                           | 79,010 kg                           | 85,130 kg                           | 85,130 kg                           |
| エンジン型式 | CFM56-7B                            | CFM56-7B                            | CFM56-7B                            | CFM56-7B                            | CFM56-7B                            | CFM56-7BE                           |
| エンジン出力 | 12,380kg×2                          | 12,030kg×2                          | 12,030kg×2                          | 12,380kg×2                          | 12,380kg×2                          | 12,880kg×2                          |
| 巡航速度     | Mach 0.78 - 0.785                   | Mach 0.78 - 0.785                   | Mach 0.78 - 0.785                   | Mach 0.78 - 0.785                   | Mach 0.78 - 0.785                   | Mach 0.791                          |
| 航続距離     | 5,648km                             | 6,225km                             | 10,200 km                           | 5,665km                             | 約5,000km                           | 5,925km                             |
| 初飛行年     | 1998年                              | 1997年                              | 2007年                              | 1997年                              | 2000年                              | 2007年                              |

## 事故
- ゴル航空1907便墜落事故
- ケニア航空507便墜落事故
- チャイナエアライン120便炎上事故
- トルコ航空1951便墜落事故
- エチオピア航空409便墜落事故
- エア・インディア・エクスプレス812便墜落事故
- ライオン・エア904便着陸失敗事故
- フライドバイ981便墜落事故
- ペガサス航空8622便着陸失敗事故
- ニューギニア航空73便着水事故
- ウクライナ国際航空752便撃墜事件
- ペガサス航空2193便着陸失敗事故
- 中国東方航空5735便墜落事故
- チェジュ航空2216便事故
- アメリカン航空1006便エンジン火災事故

## 大規模な補修・改修
2019年10月10日、ボーイング社は、世界中の航空会社で運用されている810機を検査し、38機で胴体と翼の骨組みを接合する部品に亀裂を発見したことを発表。当該機を運航停止し、修理と部品交換することを発表している。